# V834 Геркулеса
V834 Геркулеса (лат. V834 Herculis), HD 160952 — двойная звезда в созвездии Геркулеса на расстоянии приблизительно 956 световых лет (около 293 парсек) от Солнца. Видимая звёздная величина звезды — от +8,1m до +8m.

## Характеристики
Первый компонент — оранжево-жёлтый гигант, эруптивная переменная звезда типа RS Гончих Псов (RS) спектрального класса G8III*, или K0. Масса — около 2,916 солнечной, радиус — около 11,543 солнечного, светимость — около 65,552 солнечной. Эффективная температура — около 5094 K.
Второй компонент. Орбитальный период — около 181,7 суток.

## Планетная система
В 2019 году учёными, анализирующими данные проектов HIPPARCOS и Gaia, у звезды обнаружена планета.